# Hosszú Zoltán
Hosszú Zoltán, olykor Hosszu (Kálnok, 1897. október 14. – Ukrajna, 1944) magyar színész, rendező, a Nemzeti Színház örökös tagja, Gera Zoltán Kossuth-díjas színész édesapja, Eszenyi Olga színésznő férje.

## Élete és pályafutása
Édesapja Hosszú Ferenc állami iskolaigazgató volt, édesanyja sepsibodoki Henter Gizella, vallása unitárius. Harcolt az első világháború idején, 1919-ben a Székely Hadosztály tagja volt. Sepsiszentgyörgyön járt gimnáziumba, Szegeden és Kolozsvárott végezte felsőfokú tanulmányait, jogi diplomát szerzett. 1923-ban pénzügyi fogalmazó lett a fővárosban a VII. kerületi adófelügyelőségnél, ám 6 hónap után mégis a színészet mellett döntött. Beiratkozott az Országos Színészegyesület színészképző iskolájába, amelynek elvégzése (1925) után egy ideig Forgács Rózsi Kamaraszínházában szerepelt, majd 1926 végén a Nemzeti Színházhoz szerződtették. 1928 tavaszán megkapta a Farkas–Ratkó-díjat. A legnagyobb sikert egy mesélő székely bácsi, Dani bá' szerepében aratta. 1931. július 4-én Budapesten, a Ferencvárosban házasságot kötött a nála 13 évvel fiatalabb Eszenyi Olgával, Eszenyi László és Bardon Matild lányával. 1939-ben a Belvárosi Színházban rendezett, majd a háború idején a Frontszínház kötelékében látogatta a frontot Ukrajnában, ahol 1944-ben rejtélyes módon nyoma veszett.
1943-ban feleségével megalapította a Hosszu Zoltán Filmgyártó Vállalat Kft.-t.

## Fő műve
- Dani bá (Márton Ferenc rajzaival. Bp., 1932.)[5]

## Főbb filmszerepei
- Szent Péter esernyője (1935) – Egyházfi
- Légy jó mindhalálig (1936)
- Méltóságos kisasszony (1937) – Inas
- A kölcsönkért kastély (1937) – Varga bácsi
- Torockói menyasszony (1937) – Fakereskedő
- A falu rossza (1938) – Koma
- Marika (1938) – János, komornyik
- Gyimesi vadvirág (1939) – Magdolna apja
- Tiszavirág (1939) – Kocsmáros
- Földindulás (1940) – Szektás Samu
- Negyedíziglen[m 1] (1942) – Keresztes István
- A hegyek lánya (1942) – Balogh Péter, pályaőr
- És a vakok látnak... (1944) – Madarász Mihály, Irma apja
- A két Bajthay (1944) – Id. Bajthay Péter